# S/2006 S 18
S/2006 S 18 — природний супутник Сатурна. Відкритий 10 травня 2023 року Скоттом Шеппардом, Девідом Джуїттом, Бреттом Гледменом, Дженом Кліна, Едвардом Ештоном, Жан-Марком Петі та Майком Александерсеном зі спостережень, зроблених між 14 грудня 2004 року та 9 липня 2021 року.
Діаметр S/2006 S 18 – близько 4 км, велика піввісь – 22 760 700 км, орбітальний період – 1298,40 земної доби. Обертається навколо Сатурна зі зворотним орбітальним рухом під нахилом 169,5° до площини екліптики, ексцентриситет орбіти – 0,089. S/2006 S 18 належить до скандинавської групи і його орбіта досить кругла через низький ексцентриситет, на відміну від інших неправильних супутників.